# رئاسة جون ف. كينيدي
بدأت فترة ولاية جون ف. كينيدي كرئيس للولايات المتحدة الخامس والثلاثين، مع تنصيبه في 20 يناير 1961، وانتهت باغتياله في 22 نوفمبر 1963. وهو ديمقراطي من ماساتشوستس، تولى المنصب بعد الانتخابات الرئاسية عام 1960، والتي هزم فيها ريتشارد نيكسون بفارق ضئيل، وخلفه نائب الرئيس ليندون جونسون.
تميزت فترة كينيدي في المنصب بتوترات الحرب الباردة مع الاتحاد السوفيتي وكوبا. في كوبا، جرت محاولة فاشلة في أبريل 1961 في خليج الخنازير للإطاحة بحكومة فيدل كاسترو. في أكتوبر 1962، علمت إدارة كينيدي بنشر الصواريخ الباليستية السوفيتية في كوبا. حملت أزمة الصواريخ الكوبية الناتجة خطر اندلاع حرب نووية، لكنها انتهت بتسوية مع قيام السوفييت بسحب صواريخهم علنًا من كوبا وسحب الولايات المتحدة سرًا بعض الصواريخ المتمركزة في إيطاليا وتركيا. لاحتواء التوسع الشيوعي في آسيا، زاد كينيدي من عدد المستشارين العسكريين الأمريكيين في جنوب فيتنام بمعدل 18. وحدث تصعيد إضافي للدور الأمريكي في حرب فيتنام بعد وفاة كينيدي. في أمريكا اللاتينية، كان تحالف كينيدي من أجل التقدم يهدف إلى تعزيز حقوق الإنسان وتعزيز التنمية الاقتصادية.
في السياسة الداخلية، قدم كينيدي مقترحات جريئة في جدول أعماله حدود جديدة، لكن حظر التحالف المحافظ من الجمهوريين الشماليين والديمقراطيين الجنوبيين العديد من مبادراته. شملت المبادرات الفاشلة المساعدة الفيدرالية للتعليم، والرعاية الطبية للمسنين، ومساعدة المناطق التي تعاني من الكساد الاقتصادي. على الرغم من تردده في البداية في متابعة تشريعات الحقوق المدنية، اقترح كينيدي في عام 1963 مشروع قانون رئيسي للحقوق المدنية أصبح في نهاية المطاف قانون الحقوق المدنية لعام 1964. شهد الاقتصاد نموًا ثابتًا وتضخمًا منخفضًا وهبوطًا في معدلات البطالة خلال فترة كينيدي. تبنى كينيدي الاقتصاد الكينزي واقترح مشروع قانون تخفيض الضرائب الذي مرره ليصبح قانونًا كقانون الإيرادات لعام 1964. وأنشأ كينيدي أيضًا فيلق السلام ووعد بهبوط أمريكي على القمر، وبالتالي تكثيف سباق الفضاء مع الاتحاد السوفيتي.
اغتيل كينيدي في 22 نوفمبر 1963 أثناء زيارته لمدينة دالاس، تكساس. خلصت لجنة وارن إلى أن لي هارفي أوزوالد تصرف بمفرده في اغتيال كينيدي، لكن الاغتيال أدى إلى ظهور مجموعة واسعة من نظريات المؤامرة. كان كينيدي أول رئيس روماني كاثوليكي منتخب، وكذلك أصغر مرشح يفوز في الانتخابات الرئاسية الأمريكية. يميل المؤرخون وعلماء السياسة إلى تصنيف كينيدي كرئيس فوق المتوسط.
كان وليام ويلارد ويرتس جونيور آخر عضو على قيد الحياة في حكومة كينيدي، وتوفي في 24 أبريل 2010.

## انتخابات 1960

### الترشيح الديمقراطي
احتل السناتور كينيدي المركز الثاني في اقتراع نائب الرئيس في المؤتمر الوطني الديمقراطي لعام 1956. بعد إعادة انتخاب الرئيس الجمهوري دوايت دي أيزنهاور على أدلاي ستيفنسون في الانتخابات الرئاسية لعام 1956، بدأ كينيدي في التحضير لمحاولة الفوز بالرئاسة في انتخابات عام 1960. في يناير 1960، أعلن كينيدي رسميًا ترشيحه في الانتخابات الرئاسية في ذلك العام. برز السناتور هوبير همفري من مينيسوتا باعتباره المنافس الرئيسي لكينيدي في الانتخابات التمهيدية للحزب الديمقراطي لعام 1960، لكن دفع انتصار كينيدي في ولاية وست فرجينيا ذات الكثافة البروتستانتية همفري إلى الانسحاب من السباق. في المؤتمر الوطني الديمقراطي لعام 1960، تصدى كينيدي لتحديات ستيفنسون والسناتور ليندون جونسون من تكساس للفوز بالترشيح الرئاسي في الاقتراع الأول للمؤتمر. اختار كينيدي جونسون ليكون نائب الرئيس، على الرغم من معارضة العديد من المندوبين الليبراليين وموظفي كينيدي، بما في ذلك شقيقه روبرت ف. كينيدي. اعتقد كينيدي أن وجود جونسون سوف يروق للناخبين الجنوبيين، واعتقد أن جونسون يمكن أن يكون بمثابة جهة اتصال ثمينة لمجلس الشيوخ.
واجه نائب الرئيس ريتشارد نيكسون معارضة قليلة لترشيح الحزب الجمهوري لعام 1960. لكنه فاز بسهولة في الانتخابات التمهيدية للحزب وحصل على دعم شبه إجماعي من المندوبين في المؤتمر الوطني الجمهوري لعام 1960. اختار نيكسون هنري كابوت لودج الابن، رئيس مندوبي الولايات المتحدة لدى الأمم المتحدة، لمنصب نائب الرئيس. سافر كلا المرشحين للرئاسة بشكل مكثف خلال الحملة الانتخابية. لعدم رغبته في التنازل عن أي ولاية على أنها «غير قابلة للفوز»، اتخذ نيكسون إستراتيجية خمسين ولاية، بينما ركز كينيدي الولايات التي لديها أكبر عدد من الأصوات الانتخابية. من الناحية الأيديولوجية، اتفق كينيدي ونيكسون على استمرار الصفقة الجديدة وسياسة احتواء الحرب الباردة. وشملت القضايا الرئيسية في الحملة الاقتصاد، وكاثوليكية كينيدي، وكوبا، وما إذا كانت برامج الفضاء والصواريخ السوفيتية قد تجاوزت تلك الخاصة بالولايات المتحدة.

### الانتخابات العامة
في 8 نوفمبر 1960، هزم كينيدي نيكسون في واحدة من أقرب الانتخابات الرئاسية في القرن العشرين. فاز كينيدي في التصويت الشعبي بهامش ضئيل من 120 ألف صوت من أصل 68.8 مليون صوت. فاز في التصويت الانتخابي بهامش أوسع. إذ حصل على 303 أصواتًا مقابل 219 لنيكسون. وصوت 14 ناخبًا غير مرتبط بهم من ولايتَي ألاباما وميسيسيبي للسناتور هاري إف بيرد من فرجينيا، إضافة إلى ناخب آخر في أوكلاهوما. احتفظ الديمقراطيون في انتخابات الكونغرس المتزامنة بأغلبية واسعة في كل من مجلس النواب ومجلس الشيوخ. كان كينيدي أول شخص ولد في القرن العشرين ينتخب رئيسًا، وفي سن 43، كان أصغر شخص ينتخب لهذا المنصب. وكان أيضًا أول روم كاثوليكي ينتخب للرئاسة.

## الانتقال
قبل توليه منصبه عند تنصيبه، مر كينيدي بفترة انتقالية وضع خلالها كلارك كليفورد مسؤولًا عن الأعباء الانتقالية.

## التنصيب
نُصّب كينيدي رئيسًا للولايات المتحدة رقم 35 في 20 يناير 1961، في شرق بورتيكو في مبنى الكابيتول في الولايات المتحدة. أدى رئيس المحكمة العليا إيرل وارن اليمين الدستورية. في خطابه الافتتاحي، تحدث كينيدي عن حاجة جميع الأمريكيين لأن يكونوا مواطنين فاعلين، قائلًا: «لا تسأل ما قد يستطيع بلدك أن يفعل من أجلك؛ اسأل ماذا يمكنك أن تفعل لبلدك». ودعا دول العالم إلى الانضمام معًا لمحاربة من أسماهم «أعداء الإنسان المشتركين: الاستبداد، والفقر، والمرض، والحرب نفسها». وأضاف إلى هذه التحذيرات:
«لن ينتهي كل هذا في المئة يوم الأولى. ولن تنتهي في الألف يوم الأولى، ولا في حياة هذه الإدارة، ولا حتى في حياتنا على هذا الكوكب. لكن دعونا نبدأ». في الختام، وسع رغبته في مزيد من الأممية: «أخيرًا، سواء كنت مواطنًا أمريكيًا أو مواطنًا في العالم، اطلب منا هنا نفس المعايير العالية للقوة والتضحية التي نطلبها منك».
عكس الخطاب ثقة كينيدي في أن إدارته سترسم مسارًا تاريخيًا مهمًا في كل من السياسة الداخلية والشؤون الخارجية. كان التناقض بين هذه الرؤية المتفائلة وضغوط إدارة الحقائق السياسية اليومية في الداخل والخارج أحد التوترات الرئيسية التي استمرت خلال السنوات الأولى لإدارته.